# Bentong jezik
Bentong jezik (ISO 639-3: bnu; dentong), jedan od pet austronezijskih jezika južnocelebeske podskupine makasarskih jezika, kojim govori oko 25 000 ljudi (1987 SIL) na južnom Celebesu u distriktima Maros, Bone, Pangkep i Barru.

## Vanjske poveznice
- Ethnologue (14th)
- Ethnologue (15th)